# Xa lát kiểu Nice
Xa lát theo kiểu Nice (tiếng Pháp: salade niçoise) là một món xà lát gồm cà chua, cá ngừ, trứng luộc già, ô liu vùng Nice và cá cơm biển, trộn với dầu giấm. Nó thường được bày vào đĩa, bát, có hoặc không có xà lách lót bên dưới. Cá ngừ có thể được nấu hoặc dùng loại đóng hộp.

## Các biến thể
Ngoài các thành phần kể trên, món xa lát này có thể có thêm ớt chuông, hành khô và hoa atisô sống. Trái ngược với những gì được phục vụ ở các quán ăn, theo một số nguồn thì ngoại trừ đậu xanh và khoai tây, món xa lát này không gồm rau củ nấu chín, cơm, đậu đũa. Tuy nhiên món ăn không có một công thức chính thức, do vậy mỗi đầu bếp có thể quyết định công thức riêng của mình.

## Thức uống đi kèm
Món xa lát này theo truyền thống thường được khuyên dùng với vang hồng, vang trắng hoặc vang đỏ.

## Hình ảnh

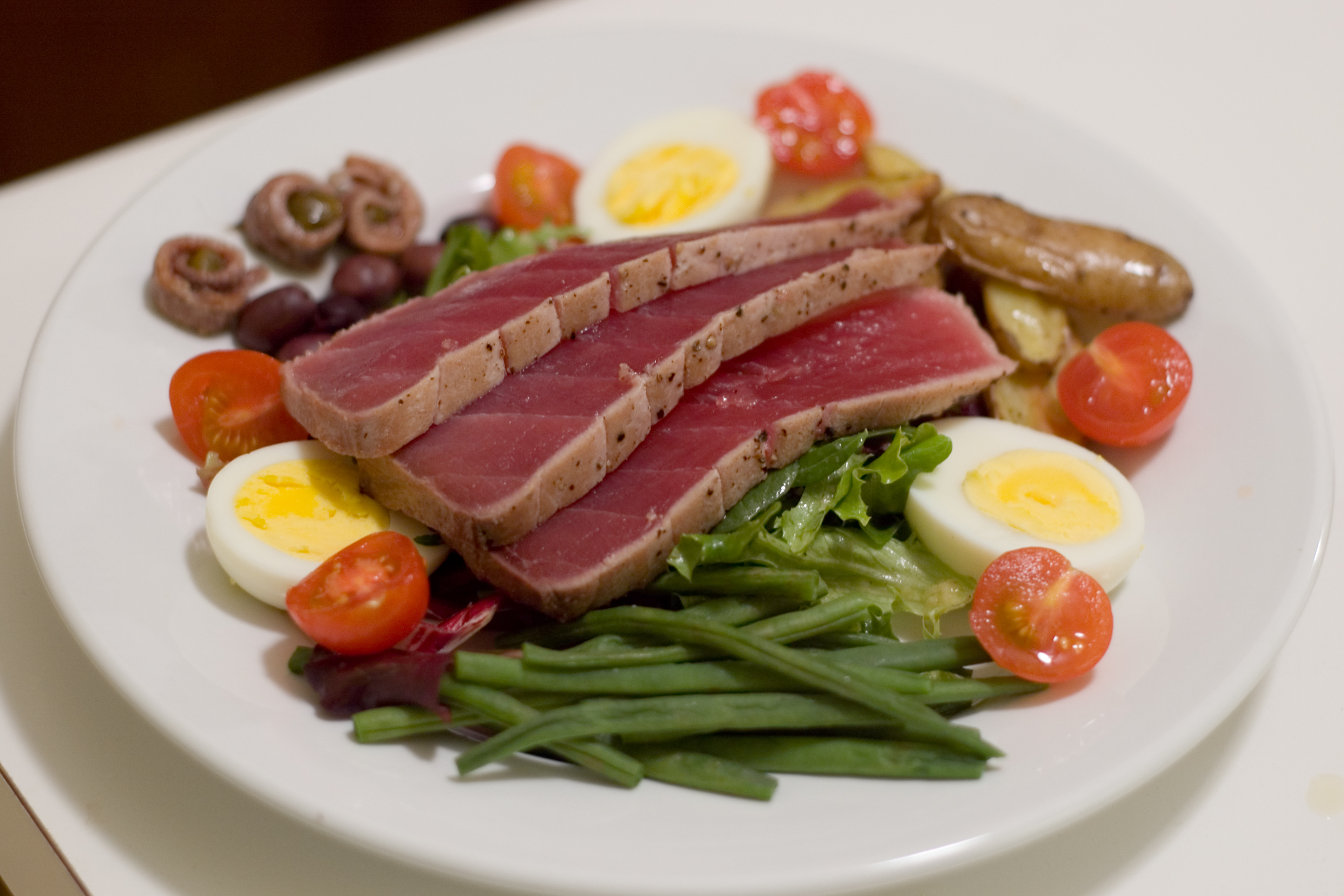
Salad theo kiểu Nice với cá ngừ áp chảo bên trên
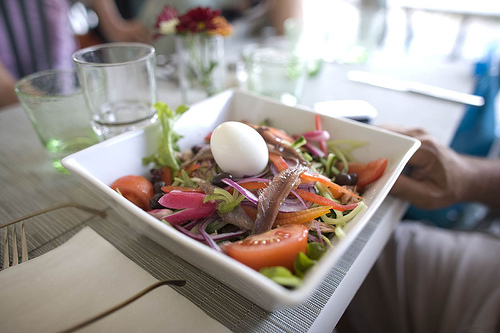
Xa lát theo kiểu Nice
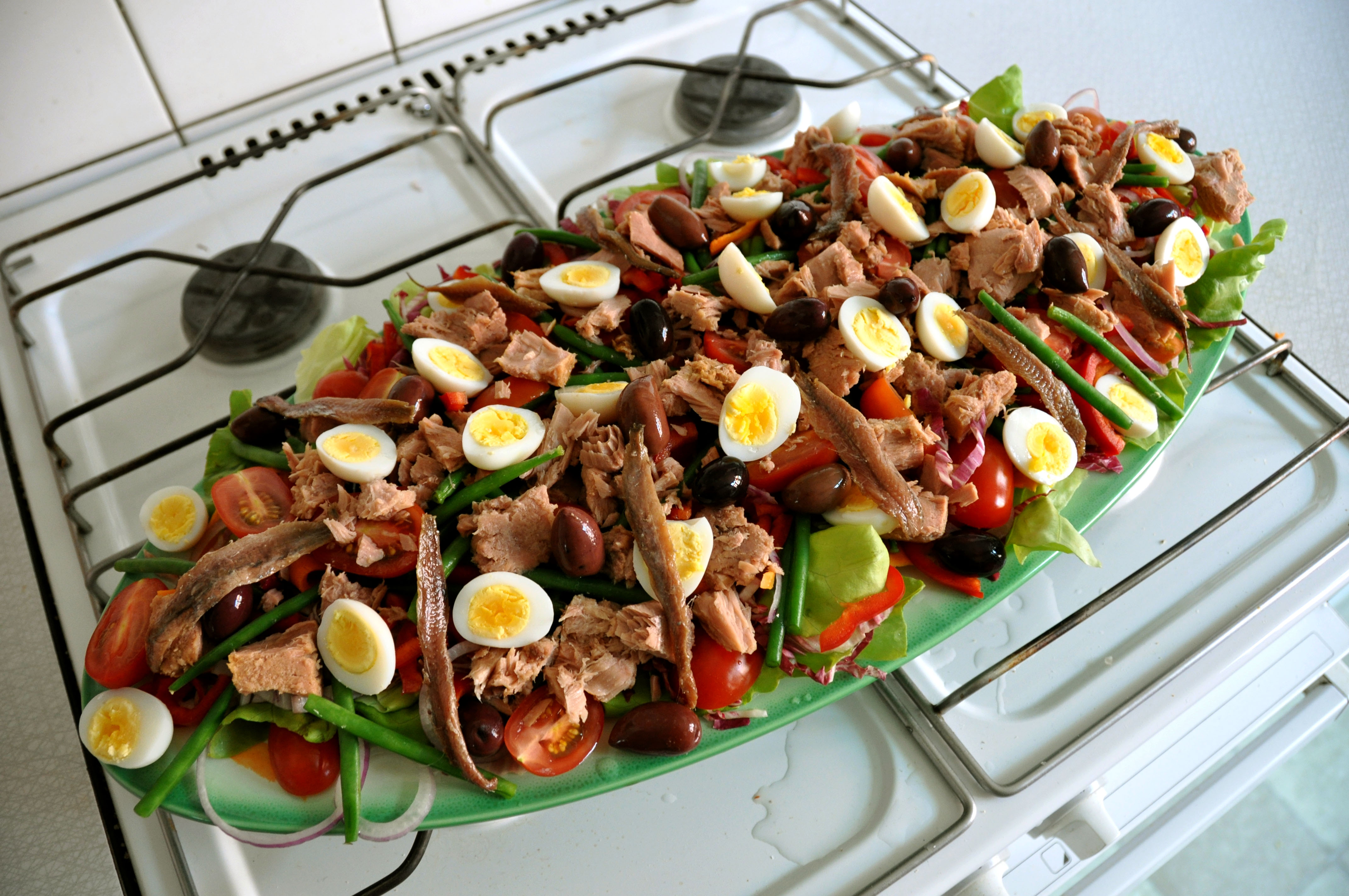
Xa lát theo kiểu Nice